# Tmesisternus rotundipennis
Tmesisternus rotundipennis là một loài bọ cánh cứng trong họ Cerambycidae.